# Sensible Soccer 2006
Sensible Soccer 2006 — компьютерная игра в жанре футбольного симулятора, разработанная Kuju Entertainment и изданная Codemasters в 2006 году для персональных компьютеров под управлением Windows, а также игровых консолей PlayStation 2 и Xbox. Эта игра стала первой после семилетнего перерыва в серии Sensible Soccer.

## Игровой процесс
Sensible Soccer 2006 представляет собой футбольный симулятор, в котором игрок должен руководить своей спортивной командой. Команду требуется направлять на турниры, данные которых можно настраивать с помощью редактора. В них игроку нужно управлять футболистами, соревнований в игре около 50 штук, они могут быть клубными и международными. Футбольных клубов в игре представлено более 350.
В случае победы в турнире игрок может получить трофей, который он может потратить на развитие характеристик одного из спортсменов команды. После раунда можно посмотреть запись матча. В повторе камера является свободной и его можно смотреть с любого ракурса. 
Помимо редактора соревнований имеется также редактор персонажей, в котором можно менять форму игроков. 
В игре присутствует локальный мультиплеер на четырёх человек.

## Рецензии и оценки
| Сводный рейтинг | Сводный рейтинг | Сводный рейтинг |
| Издание         | Оценка          | Оценка          |
| Издание         | PC              | PS2             |
| --------------- | --------------- | --------------- |
| GameRankings    | 68,42 %         | 63,36 %         |

Игра получила положительные отзывы критиков.
Сергей Штепа из журнала «Лучшие компьютерные игры» оценил игру на 69 %, назвав её «неплохой спортивной аркадой, главный козырь которой - карикатурность». Он положительно оценил простоту геймплея и управление и звуковое оформление, однако графика подверглась критике.
Гай Кокер из издания Gamespot также хорошо оценил игру, поставив ей оценку в 7,2 балла из 10. Он похвалил простоту освоения и дальнейшего геймплея, мультиплеер и наличие нескольких игровых режимов.
Владимир Крошилин из «Игромании» заявил, что Sensible Soccer 2006 увлекает первые несколько часов своим визуальным стилем и аркадным геймплеем. В рецензии было также отмечено, что она старается сохранить стилистику оригинальной игры. 
Михаил Калинченков (REDGUARD) из Absolute Games поставил проекту 75%, отметив, что игре не хватает разнообразия, но она дарит огромное количество положительных эмоций.